# 地獄の戦場
『地獄の戦場』（じごくのせんじょう、原題：Halls of Montezuma, 別題：Okinawa）は、1950年に公開された第二次世界大戦を描くアメリカ合衆国の戦争映画。ルイス・マイルストン監督、リチャード・ウィドマーク主演。
本作はアメリカ海兵隊の全面協力の下、カリフォルニア州にあるキャンプ・ペンドルトンで撮影された。

## キャスト
| 役名             | 俳優                     | 日本語吹替 | 日本語吹替   |
| 役名             | 俳優                     | TBS版      | フジテレビ版 |
| ---------------- | ------------------------ | ---------- | ------------ |
| アンダーソン少尉 | リチャード・ウィドマーク | 大塚周夫   | 大塚周夫     |
| ピジョン・レーン | ジャック・パランス       | 納谷悟朗   | 渡部猛       |
| ジョンソン軍曹   | レジナルド・ガーディナー | 富田耕生   | 納谷六朗     |
| コフマン         | ロバート・ワグナー       | 仲村秀生   | 石丸博也     |
| ドク             | カール・マルデン         |            |              |
| コンロイ         | リチャード・ハイルトン   |            |              |
| ギルフィラン中佐 | リチャード・ブーン       | 小林清志   | 小林清志     |
| 坊や             | スキップ・ホメイヤー     |            |              |

- TBS版：初回放送1970年1月19日『月曜ロードショー』
- フジテレビ版：初回放送1974年1月25日『ゴールデン洋画劇場』

## スタッフ
- 監督：ルイス・マイルストン
- 製作：ロバート・バスラー
- 脚本：マイケル・ブランクフォート
- 撮影：ウィントン・C・ホック、ハリー・ジャクソン
- 音楽：ソル・カプラン
- 編集：ウィリアム・H・レイノルズ